# Trunking

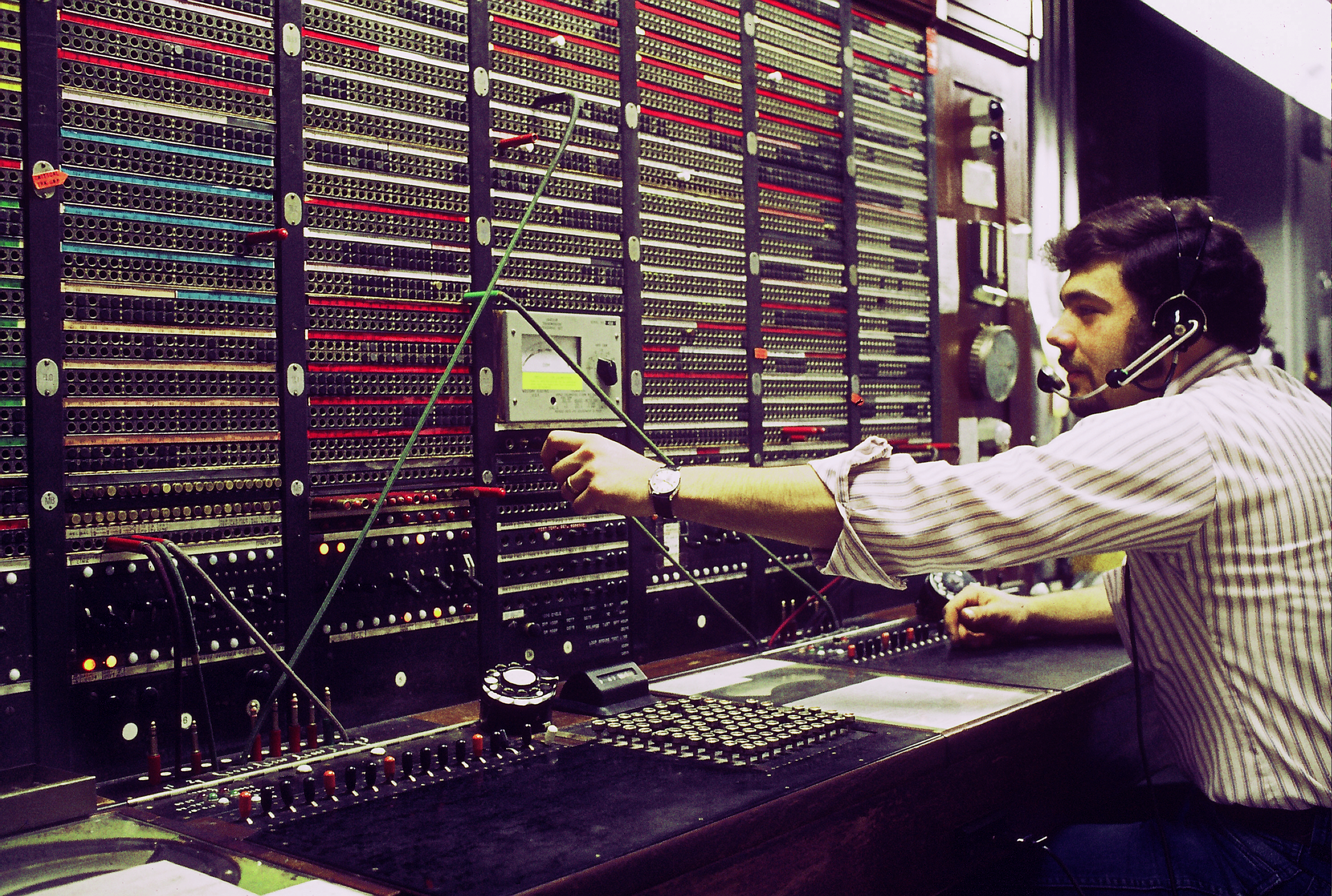
Oficina de paneles OGT típica.

Los Sistemas Radio Trunking son sistemas de radiocomunicaciones móviles para aplicaciones privadas, formando grupos y subgrupos de usuarios, con las siguientes características principales:
- Estructura de red celular (independientes de las redes públicas de telefonía móvil)

- Los usuarios comparten los recursos del sistema de forma automática y organizada.

- Cuando se requiere, por el tipo de servicio, es posible el establecimiento de canales prioritarios de emergencia que predominarían sobre el resto de comunicaciones del grupo.

Son sistemas que han ido estandarizando las diferentes interfaces desde su introducción en el año 1997. En la actualidad se está produciendo un proceso de estandarización con los sistemas digitales.
A su vez, el trunking es un sistema de radio en el que todas las comunicaciones van precedidas de un código de llamada similar a una telefónica; si nuestro equipo la recibe y no es el destinatario la emite de nuevo, actuando como repetidor, y si es el destinatario se establece un circuito para asegurar la comunicación. Por lo tanto sólo oímos las comunicaciones destinadas a nosotros. Dependiendo del servicio instalado se puede implementar conexión a la red de telefonía pública.
- Datos: Q1020782